# Карпов, Сергей Ильич
Сергей Ильич Карпов (21 января 1914 год, Москва — 7 сентября 1979 год) — конструктор ядерных боеприпасов, лауреат Сталинской премии 2-й степени (1953).

## Биография
По окончании школы ФЗУ при заводе Ильича работал там же токарем.
В 1932 г. поступил в Московский автомеханический институт им. Ломоносова, в 1936 г. перевелся в механико-машиностроительный институт им. Баумана (МВТУ), который окончил в 1938 г.
Работал заведующим учебной частью отдела подготовки кадров завода радиоаппаратуры им. Орджоникидзе.
В 1939—1945 гг. ведущий инженер-конструктор завода № 213 им. Орджоникидзе МАП (г. Энгельс). В 1945—1946 гг. ведущий инженер-конструктор ОКБ-7 при заводе № 122 МАП, Москва, с 1946 по 1947 г. — начальник конструкторской бригады ОКБ-3 при заводе № 133 МАП, Москва.
Участник ядерной программы.
В 1947—1955 в КБ-11: старший инженер-конструктор, начальник лаборатории контроля специзделий, начальник отдела, заместитель начальника сектора, с 1952 начальник сектора № 10.
В 1955—1976 гг. в КБ-25 (ВНИИА): начальник отдела, ведущий конструктор, ведущий инженер-расчетчик.
Умер 7 сентября 1979 г. в Москве.

## Награды
- Сталинская премия 2-й степени (1953) — за разработку стендовой аппаратуры для контроля ядерных боеприпасов.
- Три ордена Трудового Красного Знамени (1951, 1954, 1956), медали «За оборону Москвы», «За доблестный труд в Великой Отечественной войне 1941—1945 гг.», «В память 800-летия Москвы».